# 이동 (진해구)
이동(泥洞)은 대한민국 경상남도 창원시 진해구의 법정동 및 행정동이다.

## 개요
이동은 본래 진해만과 연업하여 갯벌과 바지락 등 자연해산물이 풍부한 지역이라고 하여 "이동(泥洞)"이라고 불리었고, 1986년부터는 농경지 등의 구획정리를 통해 진해의 신흥주거지역 및 상업지역으로 변모하였다. 국도 제2호선의 관통과 안민터널 개통으로 다양한 주민 편의시설의 요충지역으로 각광을 받고 있다. 이동지역 대부분이 주거지역이며, 최근에 진해구 중ㆍ동부지역의 경제, 사회활동의 중심지로 급부상하며 신흥 유흥ㆍ상업지역이 형성되고 있다.

## 법정동
- 덕산동
- 석동
- 자은동
- 이동

## 교통
- 국도 제2호선
- 안민터널